# ACK
ACK (od ang. acknowledge) – sygnał urządzenia odbierającego (np. modemu) potwierdzający kompletne i poprawne odebranie pakietu informacji i wskazujący urządzeniu wysyłającemu możliwość wysłania kolejnego pakietu; gdyby pakiet nie został poprawnie odebrany, urządzenie odbierające powinno odesłać sygnał NAK.